# Annie Reuterskiöld
Annie Reuterskiöld, född 8 januari 1980, är en svensk journalist och politisk reporter som sedan juni 2022 är verksam på Dagens Nyheter. Dessförinnan, från och med januari 2018, arbetade hon på Svenska Dagbladet. Hon har tidigare arbetat på Expressen, Fokus och Sveriges Radio.
Hösten 2021 deltog hon som en av de tävlande i Alla mot alla med Filip och Fredrik tillsammans med Anders Johansson.